# Zwolle Warriors
De Zwolle Warriors waren een Americanfootballteam uit Zwolle.
Het team was aangesloten bij de American Football Bond Nederland en speelde daar in meerdere divisies, waarvan een groot deel van hun bestaan in de tweede divisie.

## Trivia
- De naam Zwolle Warriors werd ook gebruikt voor een basketbal- en ijshockeyteam in Zwolle.